# شامپوی مخصوص کودک
شامپوی مخصوص کودک (انگلیسی: Baby Shampoo) نوعی شامپوی ملایم است که به‌طور خاص برای نوزادان و کودکان طراحی شده و فاقد ترکیبات خشن و محرک است. این نوع شامپو برای محافظت از پوست سر و چشم حساس کودک تولید می‌شود و معمولاً فاقد مواد شیمیایی مانند سولفات، پارابن، فتالات، نیتروزآمین‌ها و رنگ مصنوعی است.

## ویژگی‌های شامپوی کودک
شامپوی کودک معمولاً دارای ویژگی‌های زیر است:
- pH نزدیک به اشک چشم (tear-free)
- فاقد سولفات‌ها مانند SLS و SLES
- بدون عطر مصنوعی یا با رایحه طبیعی ملایم
- فاقد مواد سرطان‌زا یا تحریک‌کننده‌های پوست

این شامپوها اغلب با پایه‌های گیاهی فرموله می‌شوند و مواد شوینده بسیار ملایمی دارند تا از ایجاد خشکی، اگزما و تحریک چشم جلوگیری شود.

## استفاده در بزرگسالان
هرچند این محصولات برای نوزادان طراحی شده‌اند، اما بزرگسالان دارای شرایط خاص نیز می‌توانند از شامپوهای کودک بهره‌مند شوند. این موارد شامل:
- افراد دارای پوست سر حساس یا آتوپیک
- بیماران مبتلا به اگزما، درماتیت سبورئیک یا پسوریازیس
- مبتلایان به نقص ایمنی (مانند بیماران سرطانی یا پیوند اعضا)
- زنان باردار یا شیرده که از مواد شیمیایی پرهیز می‌کنند

در این شرایط، شامپوی کودک با فرمولاسیون ملایم می‌تواند گزینه‌ای ایمن‌تر و کم‌ریسک‌تر باشد.

## ارزش‌های یک شامپوی کودک استاندارد
شامپوی ایده‌آل کودک باید ویژگی‌های زیر را داشته باشد:
- تأییدیه‌های معتبر داخلی و بین‌المللی از نهادهای بهداشتی
- فاقد ترکیبات حساسیت‌زا و بدون آزمایش حیوانی
- تولید با فرمولاسیون بدون نیتروزآمین، دی‌اکسان، پارابن و فتالات

برخی برندها با تمرکز بر سلامت مادر و کودک، شامپوهایی تولید کرده‌اند که نه‌تنها برای نوزاد، بلکه برای استفاده در دوران بارداری و بزرگسالان حساس نیز طراحی شده‌اند. انتخاب چنین محصولات فاقد مواد مضر، به‌ویژه در کشورهایی با آلودگی بالا یا مصرف ترکیبات شیمیایی بی‌رویه، حائز اهمیت است.

## مقررات و نظارت
در بسیاری از کشورها، مانند ایالات متحده و اتحادیه اروپا، شامپوهای کودک مشمول مقررات سخت‌گیرانه‌تری نسبت به شامپوهای بزرگسال هستند. در ایران، سازمان غذا و دارو موظف است ایمنی محصولات کودک از نظر ترکیبات خطرناک مانند فلزات سنگین و ناخالصی‌های سرطان‌زا را بررسی کند.